# هالوژن‌دار کردن الکترون‌دوستی
در شیمی آلی، هالوژن‌دار کردن الکترون‌دوستی(به انگلیسی: Electrophilic halogenation) نوعی واکنش جانشینی الکترون‌ دوستی آروماتیکی است. این واکنش آلی برای اضافه کردن گروه های جانشینی به حلقه های آروماتیکی بسیار مفید است. 
برخی از ترکیبات آروماتیک مانند فنول بدون نیاز به کاتالیزور در این واکنش شرکت می کنند، اما برای مشتقات متداول بنزن با  واکنش پذیری کمتر، به یک کاتالیزور از نوع اسید لوئیسی نیاز دارند.  اسید لوئیسی مورد استفاده شامل AlCl3 ، FeCl3 ، FeBr3 و ZnCl2 هستند. 